# Cantone di Branne
Il Cantone di Branne era una divisione amministrativa dell'arrondissement di Libourne.
A seguito della riforma approvata con decreto del 20 febbraio 2014, che ha avuto attuazione dopo le elezioni dipartimentali del 2015, è stato soppresso.

## Composizione
Comprendeva i comuni di:
- Baron
- Branne
- Cabara
- Camiac-et-Saint-Denis
- Daignac
- Dardenac
- Espiet
- Génissac
- Grézillac
- Guillac
- Jugazan
- Lugaignac
- Moulon
- Naujan-et-Postiac
- Nérigean
- Saint-Aubin-de-Branne
- Saint-Germain-du-Puch
- Saint-Quentin-de-Baron
- Tizac-de-Curton